# Льянкитур
Льянкитур, также известный как Янкетрус или Льянкитрур (? — 16 декабря 1788) — вождь племени ранкель, обосновавшийся в бассейне реки Агрио, который принимал участие в войне против пеуэнчей на севере нынешней провинции Неукен и против испанцев в провинции Мендоса. Он считается одним из первых вождей племени Ранкель, поскольку он начал переселение своих последователей и союзников на их основную территорию, в провинцию Ла-Пампа.

## Биография
Льянкитур появляется в записях пограничных войск провинции Мендоса с 1770-х годов, и вскоре упоминается, что под его командованием находилось две тысячи индейцев, вооруженных копьями. Он жил в своих палатках, периодически перемещая их, не двигаясь с места на место, вдоль реки Агрио.
Его земли граничили с генерал-капитанством Чили на западе, и он находился в хороших отношениях с его властями. Вместо этого у него возникли серьезные конфликты с вождями Ауканамуном и Пичинтуром. Индейцы пеуэнче периодически совершали набеги вплоть до окраин Мендосы, и решение, предложенное чилийскими властями, от которых все еще зависел город Мендоса, состояло в том, чтобы собрать индейцев в деревни, чтобы иметь возможность лучше их контролировать. Индейцы оказали решительное сопротивление и предприняли ряд набегов на север. Основание форта и города Сан-Карлос привело к тому, что коренные жители напали на него, и в 1770 году он был разрушен. Его пытались восстановить еще два раза, и оба раза он был разрушен. В Чили конфликты между коренными народами тщательно анализировались, систематически отдавая предпочтение более слабой стороне, чтобы война между коренными «нациями» продолжалась и они уничтожали друг друга.
С 1777 года командующим войсками и пограничным начальником в провинции Мендоса был полевой мастер Хосе Франсиско де Амигорена, который решил атаковать пеуэнчей, а не дожидаться их. Почти каждый год он совершал нападения на юг, уничтожая коренные народы, не выясняя, были ли они виновниками набегов или нет. Он также подписал договоры с пеуэнчами севера, из Малалуэ, обязывая их защищать Мендосу от пеуэнчей из Неукена. В результате Янкетрус перебрался из Кордильер к реке Диаманте и начал совершать ежегодные набеги, что впоследствии стало известно как война пеуэнче, поскольку в основном это было противостояние между пеуэнче из Мендосы и Неукена. Из Диаманте он начал совершать набеги на Сан-Луис и Рио-Куарто, в результате чего активность на границе стала очень интенсивной: обе стороны совершали набеги друг на друга, а испанцы вносили свой вклад в общую неразбериху. Вождь Куррилипи остался верен испанским властям в Мендосе. В этот период, когда пеуэнчи были столь агрессивны, было подтверждено, что сотни уильиче жили среди них и участвовали в набегах.
Янкетрус продолжал свои разорительные набеги. 16 декабря 1788 года Янкетрус и несколько сотен человек попали в засаду в местечке Каррера-Малаль, к югу от Мендосы, и были уничтожены . Вождь Куррилипи въехал в Лос-Анхелес, неся голову Янкетруса на пике.
Его преемником на посту вождя пеуэнчей в бассейнах рек Агрио и Верхнего Неукена стал Кумепайю, который предпринял нападение на Куррилипи, но это единственное, что испанцы смогли записать об этой части пеуэнчей. Несколько лет спустя командование племенем пеуэнчей перешло к более важному вождю, Райгуану.